# クズネッツ曲線
クズネッツ曲線（クズネッツきょくせん、クズネッツ・カーブ、英: Kuznets curve）は、アメリカの経済学者サイモン・クズネッツが提唱した曲線。この仮説の下では、経済発展の初期段階では経済成長によって所得不平等が拡大するが、経済発展の後期では成長によって格差が縮小する。横軸に経済発展の水準、縦軸に社会の不平等を測る指数をとったときに、逆U字型の曲線となる。

クズネッツ曲線のイメージ

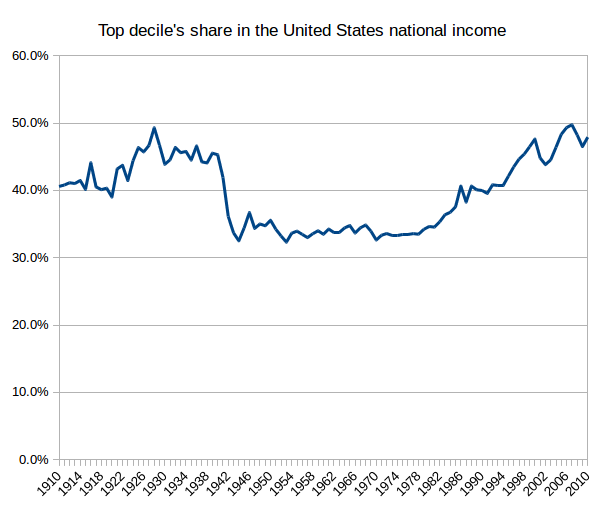
所得不平等の指標: 1910-2010 年の米国国民所得における上位 10 分位の割合。トマ・ピケティは、クズネッツが1930-1950 年の所得格差の減少をその発展の終点と誤って解釈していると主張している。 1950年以降、格差は再び第二次世界大戦前の水準に戻っており、同様の傾向はヨーロッパ諸国でも見られる。

## 概要
クズネッツ曲線の図では、多くの場合、縦軸にジニ係数などの不平等の指数が、横軸に時間や一人あたり所得などの経済発展レベルを示す指標をとる。クズネッツ比率は、最も所得の高い世帯 （通常は上位 20%）の所得と最も所得の低い世帯（通常は下位 20%）の所得の比率を測定のことを指す。クズネッツ比率が1のとき、所得格差がない状態と言える。
クズネッツ曲線は、国が工業化や農業の機械化を進めるにつれて、国の経済の中心が都市部に移ることから生じる。

### 経済発展の初期
経済発展の初期では、富裕層の投資機会や所得が増大する一方、中間層以下の所得は伸び悩む。地方から都市部に非熟練労働者の流入は、中間層以下の労働者の所得を押し下げ、所得格差が拡大する。

### 経済発展の後期
経済発展の後期では、人的資本が物的資本にかわって成長の主な源泉となる。中間層以下の労働者の所得水準が上昇し、格差が縮小する。発展段階後期の工業化も所得格差を縮小させるように機能する。労働者の農業部門から工業部門への移動と、農村から都市への移動のいずれも、所得格差を縮小させるように機能する。

## 実証
1965-1990年の日本、韓国、台湾、シンガポール、香港、インドネシア、タイ、マレーシアの8つの経済の急速な経済成長は「東アジアの奇跡」と呼ばれ、クズネッツ曲線の妥当性を批判する上で引き合いに出されることがある。これらの経済では、経済成長と共に平均余命が継続的に伸び、貧困率が単調減少した。急速な経済成長の恩恵が国民の間に広く分配されたメカニズムの解明に取り組んだ論文も多く書かれた。ジョゼフ・スティグリッツは東アジアの奇跡における所得格差の縮小を、土地改革（農村における生産性、収入、貯蓄の増加）と教育機会（知的インフラ）の拡充、賃金を上昇させインフレーションを抑制する産業政策によって説明している。これらの政策により、消費と投資が促進され、経済成長に寄与した。経済成長が所得格差を縮小させ、所得格差の縮小がさらに高い成長率を実現させるという正のループがあったと述べている。
トマ・ピケティは『21世紀の資本』の中で、クズネッツ曲線の有効性を否定している。一部の先進国では、21世紀の所得格差の水準が20世紀後半の水準を越えているとし、資本収益率が長期にわたって経済成長率を上回った場合にこの現象を説明できるとしている。さらに、20世紀前半の所得格差の縮小は、戦争と経済恐慌による大規模な富の集中の破壊による一時的な効果であったと主張している。1960年代以降、ほとんどの先進国で所得格差が拡大したため、時間の経過に伴う所得格差のグラフはクズネッツ曲線を示さなくなった。

## クズネッツ自身による批判
ロバート・フォーゲルは、クズネッツの仮説の根拠となったデータの脆弱性についてクズネッツ自身が指摘していることを言及している。フォーゲルは、クズネッツの論文のほとんどは、矛盾する要因の解明に費やされていたと指摘し、「たとえデータが真っ当なものであることが判明したとしても、それらは極めて限定された期間の例外的なものである」というクズネッツの記述を強調している。フォーゲルは、これらの留保は無視され、クズネッツ曲線は経済学者によって信頼できる事実と誤認されるようになったと指摘している。

## 環境クズネッツ曲線
環境クズネッツ曲線 （英: Environmental Kuznets Curve）は、経済発展と環境水準の間の仮説上の関係のことを指す。経済発展の初期段階では、経済成長によって環境水準が悪化するが、経済発展の後期では成長によって汚染が解消され環境水準が改善する。汚染の解決策は経済成長であることが示唆される。
森林破壊はクズネッツ曲線に従う可能性がある。一人当たりGDPが4,600ドル以上の国では、純森林破壊は起こっていない。しかし、先進国は森林破壊を「輸出」することで森林を維持しながら高消費を実現しており、世界規模で森林破壊が続いているという主張もある。